# ルーシ (貨客船)
| 「ルーシ」（ウラジオストク） |                                 |
| 船歴                         |                                 |
| 建造                         | 1986年                          |
| 造船所                       | ポーランド、シュチェチン市      |
| 現況                         | 就航中                          |
| 要目                         |                                 |
| 船種                         | 貨客船、RO-RO船                 |
| 総トン数                     | 12,798トン                      |
| 全長                         | 139.55m                         |
| 全幅                         | 21.0m                           |
| 深さ                         | 12.6m                           |
| 全幅                         | 5.6m                            |
| 機関                         | ディーゼルエンジン2基 8,800PS×2 |
| 推進器                       | プロペラ2基                     |
| 速力                         | 約18kt（最高）                  |
| 最大搭乗人員                 | 406名                           |
| 最大搭載車両                 | 普通自動車126台                 |
| 船籍港                       | マーシャル諸島共和国マジュロ    |
| 信号符字                     |                                 |

「ルーシ」（ロシア語: «Русь»、ラテン文字表記: RUS）は、極東船舶会社がロシア・ウラジオストク港と富山県伏木港の間で運航していた貨客船である。2009年12月にロシア系合弁海運会社に売却された。
しばしば「ルーシー号」と誤記されることがある。

## 概要
「ルーシ」は1986年、ソビエト連邦書記長のK・U・チェルネンコにちなんだソ連海運省の客船「コンスタンチン・チェルネンコ」（Константи́н Черне́нко）として建造され、ウラジオストクの極東船舶公社に配備された。姉妹船は作家ミハイル・ショーロホフにちなんだ「ミハイル・ショーロホフ」であった。
長年船籍港をウラジオストクとしてきたが、2007年の秋から冬にかけての間にマーシャル諸島船籍となり、書類上の母港もマジュロとされ、便宜置籍船となった。ただし航路、運航者は変更ない。
最初はナホトカ - 横浜港の定期航路に配船されたが、ソビエト連邦の崩壊によって1992年に海運省の解体と極東船舶公社の民営化が行われ、船名も「チェルネンコ」から「ルーシ」に変更された。またウラジオストク港の開放が行われたため、航路も津軽海峡を通らずはるかに短いウラジオストク - 伏木に改められた。
輸入自動車への関税引き上げによる貨物輸送量の減少によって2009年12月25日伏木発の便を持って航路は運休され、本船はロシアの別の海運会社に売却された。

## 就航当時の運航スケジュール
運航はおおむね週1往復だった。2009年当時は月曜ウラジオストク発、金曜伏木発であった。概ね時刻表通りに運航されていたが、定刻に到着しても通関作業があるので入港後2時間前後（時間は変動）は船内で待たなくてはならなかった。
ほぼ通年ウラジオストクと伏木を往復していたが、チャーターでクルーズなどを行うこともあったため、その期間は伏木航路は休航となった。また、ドック期間中も休航となっていた。

## 船内

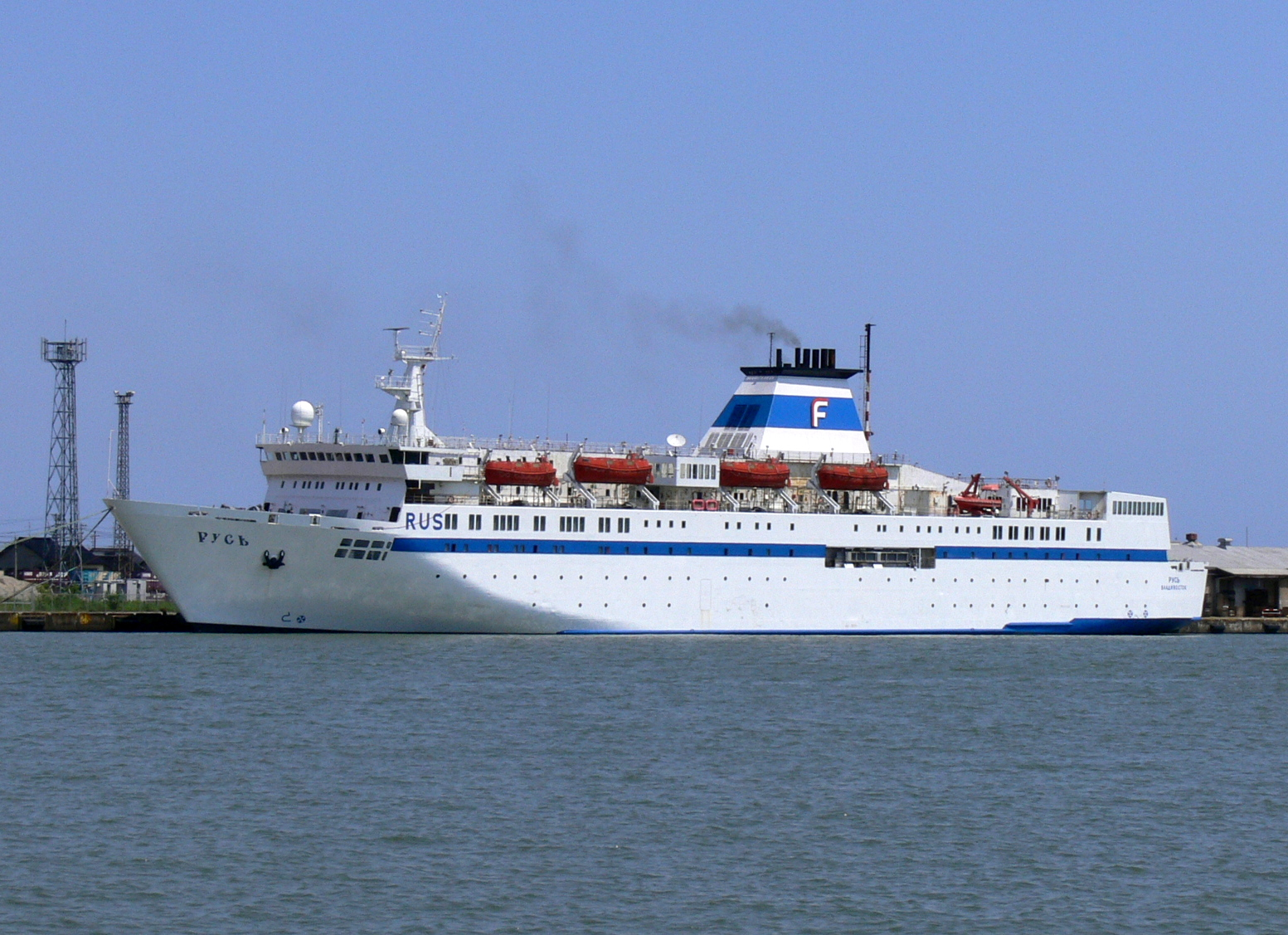
船体の塗装が変更される前の「ルーシ」。
（伏木港にて2006年撮影）

ソ連時代の「ルーシ」
（神戸港にて1991年撮影）

船内は6段デッキで客室は114室、カテゴリー1A以外は二段ベッドである。最もエコノミーなクラスでも船室内にシャワーとトイレが備わる。テレビ付きの部屋もありロシアの衛星放送を受信できる。伏木への就航当時はポップミュージックバンド、歌手、俳優などのショーが航海中にサロンで行われた。
国内のフェリーが貨物輸送主体なのに対し、本船も貨物船の性格を強く帯びてはいるものの、オープンスペース、特に飲食関係が充実していた。食事開始前はその旨のアナウンスがあったが、ロシア語と英語が主で、日本語のアナウンスは日本人乗船時以外にはされないことが多く、あっても聞き取りづらいことがあった。食事の時間は決まっており、時間外は食堂が閉鎖された。また、乗船初日にウェイターに案内された席が下船までの席となった。食事時間とメニューは一航海分がロシア語と英語で食堂前に張り出されていた。
食堂以外にはバーとビュッフェがあり、アルコール類と軽食が供された。決済にはUSドルが主に使用された。その他、ロビー左舷表側に免税店があったが、営業時間も短く、商品も少なかった。日本の菓子類、カップ麺、タオル等の雑貨品が販売された。
就航当時はロシア側の乗客が大部分を占め、さらにその多くが日本の中古車を輸入する業者であったため、伏木からウラジオストクへ向かう便は露天甲板上やプール内にまで車を積載していた。また特に荷物が多いときにはロビーにブルーシートを敷きこみ、タイヤやバンパー他大型のパーツを山積みにすることもあった。一方ウラジオストクから伏木へ向かう便は貨物はそれほど多くなかった。上記の通り、規制による輸入業者の利用減少が航路の休止につながった。

## その他
日本から自分の自動車、オートバイ、自転車を持ち込んでユーラシア大陸を移動しようとする際に本船が利用されることも多かった。逆に、大陸側から車両でシベリアを横断して本船で日本に渡る旅行者が利用する場合もあった。休航により、ロシア本土と日本を直接結ぶ定期航路はなくなった。